# Triumph TR3
Triumph TR3 är en sportbil, tillverkad av den brittiska biltillverkaren Triumph mellan oktober 1955 och oktober 1962.

## TR3
TR3:an var en vidareutveckling av föregångaren TR2. Den hade fått en ny grill och motor på 95 hk. Från 1956 fick bilen skivbromsar fram.
Produktionen uppgick till 13 377 exemplar.
Jag== TR3A ==
I september 1957 kom TR3A. Den hade fått en bredare grill, yttre dörrhandtag och motor på 100 hk. Från 1959 kunde man beställa en större 2,1-liters motor.
Produktionen uppgick till 58 236 exemplar. Bilen ersattes 1961 av TR4:an.

## TR3B
Trots att den nya TR4:an introducerats 1961, fortsatte den äldre modellen att tillverkas mellan mars och oktober 1962 med TR4-motorn. Återförsäljarna i USA trodde inte att den nya modellen skulle tilltala mer traditionella sportvagnskunder.
Produktionen uppgick till 3 331 exemplar, alla för USA-marknaden.

## Motor
| Modell | Motor              | Cylindervolym | Effekt | Bränslesystem       |
| ------ | ------------------ | ------------- | ------ | ------------------- |
| TR3    | 4-cyl radmotor ohv | 1991 cm³      | 95 hk  | Dubbla SU förgasare |
| TR3A   | 4-cyl radmotor ohv | 1991 cm³      | 100 hk | Dubbla SU förgasare |
| TR3B   | 4-cyl radmotor ohv | 2138 cm³      | 100 hk | Dubbla SU förgasare |